# Drefahl (Ziegendorf)
Drefahl ist ein Ortsteil der Gemeinde Ziegendorf im Landkreis Ludwigslust-Parchim in Mecklenburg-Vorpommern.

## Geografie und Verkehrsanbindung
Drefahl liegt südöstlich des Kernortes Ziegendorf. Die Landesstraße L 084 verläuft durch den Ort, die A 24 und die B 321 verlaufen nördlich. Östlich erstreckt sich das Landschaftsschutzgebiet Ruhner Berge, die Landesgrenze zu Brandenburg verläuft südlich und östlich.

## Sehenswürdigkeiten

### Baudenkmale
In der Liste der Baudenkmale in Ziegendorf sind für Drefahl sieben Baudenkmale aufgeführt:
- Die Dorfkirche ist eine gotische Feldsteinkirche mit frei davor gestelltem Holzturm. Die Trockenmauer gehört zum Baudenkmal.
- das Pfarrhaus (Ringstraße 16)
- das Kriegerdenkmal 1914/18
- ein Bauernhof (Ringstraße 6)
- das Spritzenhaus (Ringstraße)
- die Häuslerei (Waldstraße 11)
- der Wegweiser am Abzweig nach Pampin